# Никола Луи дьо Лакай
Никола Луи дьо Лакай (на френски: Nicolas Louis de Lacaille) е френски астроном и свещеник, живял през XVIII век.
Известен е с изработения от него каталог на повече от 10 000 южни звезди, включващ и 42 мъглявинни обекта. Този каталог, наречен Coelum Australe Stelliferum, е посмъртно издаден през 1763 г. и въвежда 14 нови съзвездия, които се използват от астрономите и до днес.

## Биография

### Ранни години и образование
Роден е на 15 март 1713 година в Рюмини (днес Арден), Франция. Изучава реторика и философия в Collège de Lisieux и след това богословие в Collège de Navarre. След като завършва той отказва да бъде ръкоположен за свещеник и се концентрира върху науката. С помощта на Жак Касини е назначен да проучва брега от Нант до Байон. По-късно става професор по математика в Mazarin college към Парижкия университет, където Лакай конструира малка обсерватория, пригодена за собствено ползване.
Той е автор на редица влиятелни учебници. Сред неговите ученици са Антоан Лавоазие и Жан Силвен Байи, които са гилотинирани по време на Революцията.

### Експедиция (1750 – 1754)
Лакай заминава на експедиция през 1750 г. да изучава звездите от нос Добра надежда, най-южната част на Африка. Там конструира обсерватория на брега на залива Тейбъл. Основният резултат от неговия престой е каталог на почти 10 000 южни звезди, които наблюдава само със своя 1/2 инчов рефракторен телескоп. В хода на изследването си той открива 42 мъглявинни обекта.

### Късни години
При завръщането си в Париж през 1754 г., Лакай възобновява работата си в Mazarin college. В 1757 публикува Astronomiae Fundamenta Novissimus, съдържащ списък на 400 ярки звезди. Той извършва изчисления на кометни орбити и е отговорен за даване на името на Халеевата комета.
Последната му публична лекция е на 14 септември 1761 г. в Кралската академия на науките, на която обобщава подобренията в астрономията, които са се случили по време на неговия живот и за които има не малък принос.
Умира на 21 март 1762 година в Париж на 48-годишна възраст.

## Отличия
- През 1754 г. е избран за чуждестранен член на Шведската кралска академия на науките.
- Почетен член на академиите на Санкт Петербург и Берлин, на Кралското общество на Лондон и на Кралското дружество в Гьотинген, и на Института в Болоня.
- Кратер на Луната е кръстен на негово име.
- Астероид 9135 Lacaille (AKA 7609 PL и 1994 EK6), открит на 17 октомври 1960 г., също е кръстен на него.

## Основни трудове
- Astronomiae Fundamenta (1757), съдържащ стандартен каталог на 398 звезди, преиздаван от F. Baily (Memoirs Roy. Astr. Society, v. 93)
- Tabulae Solares (1758)
- Coelum australe stelliferum (1763) (редактиран от J. D. Maraldi), съдържа наблюдения на 10 000 звезди и са описани 14 нови съзвездия.
- Observations sur 515 étoiles du Zodiaque (1763)
- Leçons élémentaires de Mathématiques (1741)
- ditto de Mécanique (1743)
- ditto d'Astronomie (1746), 4-то издание (1779)
- ditto d'Optique (1750)